# Sciabola d'onore
La sciabola d'onore è una particolare distinzione concessa, col passaggio ad aspirante, a quell'allievo delle accademie navale e aeronautica che sia stato ininterrottamente capo corso, cioè primo classificato nella graduatoria dei tre anni di corso in accademia.
Per quanto riguarda la Marina militare, da cui discende la tradizione, può concorrere a questo riconoscimento di merito solo un allievo ufficiale del Corpo di stato maggiore. Nell'Aeronautica militare viene conferita all'aspirante risultato primo nel ruolo naviganti.

## Militari insigniti del riconoscimento
- Egidio Cioppa
- Samantha Cristoforetti
- Valter Girardelli
- Marzio Pratellesi
- Giorgio Bendoni
- Sandro Picchio
- Fausto Cecconi
- Guido Venturoni

## Curiosità
Il termine sciabola d'onore indica inoltre un particolare tipo di onorificenze militari "fuori ordinanza" conosciute anche come armi d'onore. Caratterizzate per l'eleganza della fattura e la ricchezza dei materiali impiegati, venivano conferite in passato come premio per fatti d'arme di rilievo; quest'antica tradizione è andato perdendosi nel corso del XIX secolo soppiantata dall'istituzione di ordini e decorazioni più "uniformi". Sciabole d'onore, comunque, vennero e in taluni casi vengono ancora donate ai militari in ambito ufficiale, in particolare dalle autorità civili, così come privato, specialmente tra commilitoni, nel corso di cerimonie di commiato o di congedo.